# The Ansonia
The Ansonia é um edifício situado em Upper West Side, na cidade de Nova York. Ele fica localizado no número 2109 da Broadway, entre as ruas 73 e 74 Oeste. Foi originalmente construído como um hotel residencial por William Earle Dodge Stokes. Em 1899, Stokes encomendou ao arquiteto Paul E. Duboy (1857-1907) a construção do hotel mais grandioso de Manhattan.
Stokes se auto nomeou como o "arquiteto em chefe" do projeto e contratou Duboy, um escultor que projetou e criou as esculturas ornamentais no Monumento dos Soldados e dos Marinheiros, para elaborar os planos. O arquiteto Martin Shepard, da New Orleans, atuou como superintendente assistente de construção. Mais tarde, no que poderia ser o primeiro prenúncio dos desenvolvimentos atuais na agricultura urbana, Stokes estabeleceu uma pequena fazenda no telhado do hotel.
Stokes tinha uma visão utópica para o Ansonia - acreditava que ele poderia ser auto-suficiente, ou pelo menos contribuir para ao seu próprio sustento - o que levou a talvez a mais estranha das comodidades em apartamentos na cidade de Nova York. "A fazenda no telhado", escreveu Weddie Stokes anos depois, "A fazenda possui cerca de 500 frangos, muitos patos, cerca de seis cabras e um pequeno urso". Todos os dias, um entregador levava ovos frescos gratuitos a todos os inquilinos, e qualquer excedente era vendido barato para o público interessado. Tudo era encantador para os curiosos, no entanto, em 1907, o Departamento de Saúde fechou a fazenda do telhado.

## História
O Ansonia era um hotel residencial. Os moradores viviam em luxuosos apartamentos com vários quartos, salões, bibliotecas e salas de jantar, muitas vezes redondos ou ovais. Os apartamentos apresentavam vistas panorâmicas ao longo da Broadway, tetos altos e molduras elegantes nas janelas. O Ansonia também tinha algumas pequenas unidades com apenas um quarto e banheiro; mas sem cozinha. Havia uma cozinha central que servia as cozinhas de cada andar, para que os moradores pudessem desfrutar dos serviços dos chefs profissionais e jantar em seus próprios apartamentos.
Erguido entre os anos de 1899 e 1904, foi o primeiro hotel climatizado em Nova York. O prédio possui uma estrutura de aço através de dezoito andares. Após a sua conclusão em 1904, o Ansonia foi o maior hotel residencial naquela época. O parte exterior está decorada no estilo Beaux-Arts, com um telhado no estilo parisiense. Uma das características arquitetônicas mais impressionantes são as torres redondas. Os corredores interiores podem ser os mais largos da cidade. Durante vários anos, Stokes manteve animais de fazenda no telhado do prédio ao lado de seu apartamento pessoal. Outra característica incomum do edifício é o elevador de gado, que permitiu que as vacas leiteiras fossem levadas ao telhado.
Em meados do século XX, os grandes apartamentos haviam sido divididos principalmente em estúdios e unidades de um quarto, quase todos conservando seus detalhes arquitetônicos originais. Após um breve debate na década de 1960, uma proposta para demolir o edifício foi impedida de ir adiante por seus muitos moradores dos ramos musicais e artísticos. Foi adicionado ao Registro Nacional de Lugares Históricos em 1980.
Em 1992, o Ansonia foi convertido em um prédio de condomínio com 430 apartamentos. Em 2007, a maioria dos inquilinos controlados por aluguel tinha se mudado e os pequenos apartamentos foram vendidos para compradores que adquiriam grupos de pequenos apartamentos e os unia novamente para recriar os grandes apartamentos dos dias de glória do edifício, com os detalhes Beaux-Arts cuidadosamente restaurados.

## Escândalos

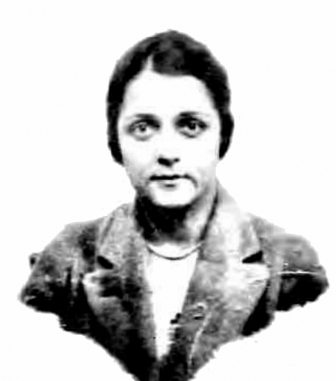
Retrato de Helen Godman

- Em 1916, o Ansonia foi o cenário de uma trama de chantagem. Edward R. West, vice-presidente da CD Gregg Tea and Coffee Company de Chicago, tinha se hospedado no hotel com uma mulher conhecida pelo nome de Alice Williams. Mas Alice Williams era na verdade Helen Godman, também conhecida pelo apelido de "Buda" Godman, que estava atuando como uma "atração" para uma gangue de chantagem baseada em Chicago. West e Godman estavam juntos em seu quarto no The Ansonia quando dois membros da gangue, representando agentes da lei federal, entraram no quarto e "prenderam" West por violação da Mann Act (uma lei americana de combate à prostituição).[6] Depois de transportar West e Godman de volta a Chicago, West foi coagido a pagar aos dois "agentes" a quantia de US$ 15 mil dólares, para evitar acusações e constrangimentos, ou sujar a reputação de "Alice". West informou o incidente depois de suspeitar que nem tudo parecia ser verdade na história. Vários membros da gangue foram presos, mas "Buda" Godman foi libertada sob fiança.[7] Depois disso ela desapareceu por muitos anos, mas finalmente foi pega e acusada de tentar roubar Jóias em um assalto no ano de 1932.[8]
- Chick Gandil, um jogador-chave no escândalo dos Black Sox de 1919,  tinha um apartamento no Ansonia. De acordo com Eliot Asinof, em seu livro Eight Men Out, Gandil realizou uma reunião em seu apartamento no Ansonia com seus colegas de time do White Sox, para recrutá-los ao esquema de intencionalmente perder a World Series de 1919.
- Willie Sutton, um conhecido ladrão de banco, foi preso pela sexta vez dois dias antes do Dia de Ação de Graças de 1930, enquanto tomava café da manhã no Childs Restaurant do Ansonia.[9]

## Na cultura popular
- No filme Three Days of the Condor (1975), o beco atrás do hotel é usado para um encontro envolvendo o personagem de Robert Redford, que cai em uma emboscada de um assassinato fracassado.
- No filme The Sunshine Boys (1975), o personagem de Walter Matthau tem um apartamento no prédio.
- Foi palco de lançamento do filme Single White Female (1992), estrelado por Bridget Fonda e Jennifer Jason Leigh.
- Foi palco de lançamento do filme My Super Ex-Girlfriend (2006), estrelado por Uma Thurman e Luke Wilson.
- No filme Perfect Stranger (2007), Halle Berry interpreta um repórter de notícias que vive em um "condomínio de US$ 4 milhões profissionalmente decorado no generoso prédio do Ansonia em Upper West Side".[10]
- A imagem da fachada do prédio foi usada na série de TV 666 Park Avenue.[11]

## Residentes notáveis
Antigos residentes famosos
- Artista - Clemens Weiss

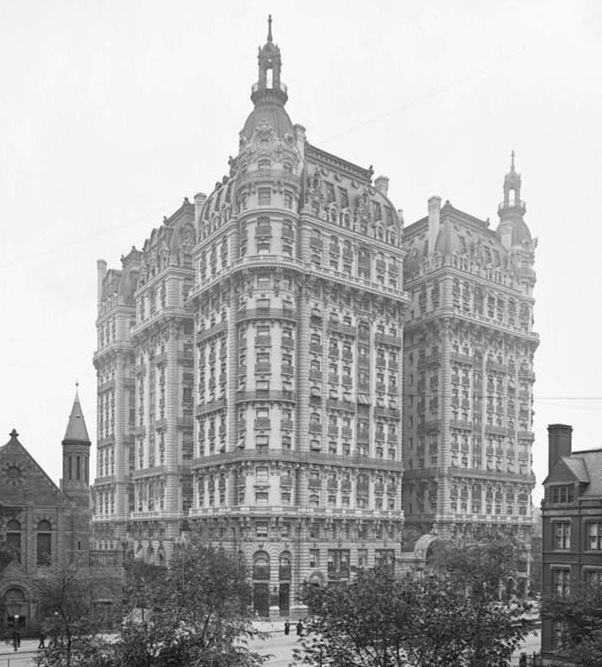
O Ansonia Hotel na Broadway no cruzamento com a Amsterdam Avenue (imagem de 1905)

- Atletas - Jack Dempsey e Babe Ruth
- Autores-  Theodore Dreiser, Elmer Rice, Cornell Woolrich, Amy Chua, Jed Rubenfeld, James Fenton
- Bailarina - Suzanne Farrell[12]
- Cartonista - Walt Kelly
- Designer de moda - Koos van den Akker (1980–1992)
- Atores de cinema - Angelina Jolie, Macaulay Culkin, Eric McCormack, e Natalie Portman
- Empresários  - Sol Hurok e Florenz Ziegfeld
- Músicos e compositores - Mischa Elman, Yehudi Menuhin, Igor Stravinsky, Arturo Toscanini, Heitor Villa-Lobos, Sergei Rachmaninoff e Gustave Mahler
- As estrelas da ópera - Feodor Chaliapin, Giuseppe Danise, Geraldine Farrar, Lauritz Melchior, Ezio Pinza, Lily Pons, Eleanor Steber, Teresa Stratas, Isola Jones e Chloe Schaaf.
- Atriz e escritora vencedora do Emmy - Clarice Blackburn

Atuais residentes famosos
- Cientistas - Elizabeth Belding